# Villa Vrijenban
Villa Vrijenban is een rijksmonument aan de Nieuwe Plantage 58 in de plaats Delft, in de Nederlandse provincie Zuid-Holland. 
Het voormalige raadhuis van de gemeente Vrijenban uit 1878 staat aan het begin van de oprit van de Reineveldbrug over de Schie richting de Brasserskade. Het is gebouwd naar een ontwerp van Bastiaan Schelling. Het gebouw was zowel raadhuis als burgemeesterswoning van de gemeente Vrijenban.
In 1921 ging de gemeente Vrijenban grotendeels op in de gemeente Delft. Sindsdien diende het gebouw als ambtswoning van de Delftse burgemeesters. In 1965 werd de villa te groot geacht voor de burgemeester en werd een nieuwe ambtswoning aangeschaft aan de Prins Bernhardlaan. In 1965 werd het verkocht aan de Gist- en Spiritusfabriek, die er een nieuw kantoor wilde bouwen, maar geen toestemming kreeg van de gemeente. Enkele jaren later verwierf een projectontwikkelaar het pand met het doel er een appartementencomplex neer te zetten, maar deze kreeg ook geen sloopvergunning. 
Het gebouw kwam leeg te staan en raakte steeds meer in verval. Uiteindelijk kocht de gemeente het pand terug en verkocht het daarna voor één gulden aan een aannemer, met als voorwaarde dat deze het pand zou opknappen. Het interieur werd volledig vervangen en geschikt gemaakt als kantoorruimte, en de buitenkant werd tot in details hersteld.
Sinds 2011 is het pand in gebruik geweest als bedrijfspand van enkele ICT-bedrijven en vanaf 2022 zetelt er een investeringsbedrijf. Op de toren wappert tegenwoordig een vlag met het wapen van de voormalige gemeente Vrijenban. Een deel ervan, het blauwe kruis, het wapen van de heerlijkheid Vrijenban, is ook te zien op het schild dat één van de leeuwen bij de toren vasthoudt. De andere leeuw toont het wapen van Zuid-Holland.
Links naast het gebouw, waar sinds 1931 de brughelling is, was tussen 1887 en 1907 een remise van de HTM-stoomtram. De oude lage krappe Reineveldbrug was verderop gelegen. Daar gingen tot 1931 ook alle trams over, op enkelspoor. Sinds 1866 reed hier de paardentram.
Een stukje boven de voordeur staat "legi sacrum", wat "aan de wet gewijd" betekent, een herinnering aan de tijd dat het gebouw nog een raadhuis was.